# Lista över fornborgar i Blekinge
Lista över de åtta fornborgar i Blekinge som upptas i Fornminnesregistret. 
| Namn                        | Koordinat                                     | RAÄ-nummer | Kommentar                                                 | bild |
| --------------------------- | --------------------------------------------- | ---------- | --------------------------------------------------------- | ---- |
| Korpabergets fornborg       | 56°12′04″N 14°50′50″Ö / 56.20123°N 14.84731°Ö | 63:1       |                                                           |      |
| Bårkullen                   | 56°13′58″N 15°10′59″Ö / 56.23283°N 15.18305°Ö | 93:1       |                                                           |      |
| Borgaberget, Ronneby kommun | 56°13′53″N 15°19′12″Ö / 56.23135°N 15.32002°Ö | 75:1       |                                                           |      |
| Borgholm                    | 56°05′57″N 15°44′22″Ö / 56.09905°N 15.73935°Ö | 129:1      |                                                           |      |
| Silverberget                | 56°11′35″N 15°17′20″Ö / 56.19307°N 15.28894°Ö | 110:1      | Alternativa äldre namn är Harvada borg och Vikingaborgen. |      |
| Hästhagen                   | 56°13′18″N 15°18′41″Ö / 56.22161°N 15.31134°Ö | 148:1      |                                                           |      |
| Borgamostad                 | 56°19′32″N 15°12′04″Ö / 56.32553°N 15.20103°Ö | 316:1      |                                                           |      |
| Tomtö                       | 56°08′49″N 15°48′52″Ö / 56.14703°N 15.81438°Ö | 34:1       |                                                           |      |